# راجر فاولر
راجر فاولر (به انگلیسی: Roger Fowler) (زادهٔ ۱۹۳۹ – درگذشتهٔ ۱۹۹۹ میلادی) زبان‌شناس شناخته‌شدهٔ اهل بریتانیا و استاد زبان انگلیسی و زبان‌شناسی در دانشگاه آنگلیای شرقی است. او مشهور است برای آثار خود را در سبک‌شناسی. وی همراه با باب هاج، گانتر کرس و تونی ترو، کتاب اثرگذار «زبان و کنترل» را تألیف کرد که به ضابطه‌ای برای تحلیل گفتمان انتقادی منتج شد. او در کالج دانشگاهی لندن تحصیل کرده بود.

## آثار
- واژه‌نامهٔ اصطلاحات نقد مدرن (به انگلیسی: Dictionary Of Modern Critical Terms)
- نقد زبان‌شناختی (به انگلیسی: Linguistic Criticism)
- واژه‌نامهٔ اصطلاحات ادبی راتلج (به انگلیسی: The Routledge Dictionary Of Literary Terms) (به همراه پیتر چایلدز)
- زبان‌شناسی و رمان (به انگلیسی: Linguistics And The Novel)
- زبان جرج اورول (زبان ادبیات) (به انگلیسی: The Language of George Orwell (Language of Literature))

### آثار در زبان فارسی
- زبان‌شناسی و رمان، محمد غفاری، تهران: نشر نی، 1390[۲]

## پی‌نوشت
1. ↑  Fowler et al, Language and Control.
2. ↑  فاولر، راجر. «زبان‌شناسی و رمان». محمد غفاری، تهران: نشر نی 1390[پیوند مرده]